# Quercus fabrei
Quercus fabri là một loài thực vật có hoa trong họ Cử. Loài này được Hance miêu tả khoa học đầu tiên năm 1869.